# Ataman
De ataman (Russisch: атаман) was een traditionele titel en functie die werd gebruikt door de Kozakken en andere Oost-Europese volkeren. De ataman fungeerde als de leider van een militaire eenheid of Kozakkenleger, en was vaak verantwoordelijk voor de verdediging, organisatie en het bestuur van het gebied dat hij controleerde. De rol van de ataman had een grote invloed op het politieke en sociale leven van de Kozakken en is een belangrijk onderdeel van hun geschiedenis en cultuur.

## Etymologie
De oorsprong van het woord "ataman" is niet geheel zeker, maar het kan verwant zijn aan het Turkse woord "otaman", wat "leider" of "hoofdman" betekent. Andere bronnen suggereren dat het woord afgeleid is van het Mongoolse "ataman", wat ook een leidinggevende rol aanduidt. Het begrip verspreidde zich in de 16e en 17e eeuw in het Poolse en Russische rijk, en werd in verschillende contexten gebruikt om een militaire of politieke leider aan te duiden.

## Historische Rol
In de context van de Kozakken van Oekraïne en Zuid-Rusland fungeerde de ataman als de hoogste militaire en administratieve leider van een Kozakkenleger of vojsko. Atamans werden gekozen door een volksvergadering, de zogenaamde rada, waarin alle Kozakken stemrecht hadden. Dit democratische aspect maakte de ataman tot een unieke figuur in een tijd waarin autocratische heersers gebruikelijk waren in Oost-Europa.
Een ataman moest niet alleen een vaardig militair strateeg zijn, maar ook een charismatisch leider die respect genoot onder zijn mannen. Hij voerde het bevel tijdens oorlogen, leidde militaire expedities en was verantwoordelijk voor de verdeling van oorlogsbuit. Daarnaast had de ataman ook een belangrijke juridische rol, waarbij hij conflicten beslechtte en ervoor zorgde dat de Kozakkenwetten (het zogenaamde "Kozakkenrecht") werden nageleefd.

## Types van Atamans
Er waren verschillende soorten atamans, afhankelijk van het gebied en de specifieke groep Kozakken die zij leidden:
1. Hetman (Гетьман): De hoogste leider van de Oekraïense Kozakken. Deze titel werd soms als synoniem gebruikt voor ataman, vooral in de context van het Zaporozhische Kozakkenleger.
2. Vojskovoj ataman (Войсковой атаман): Dit was de leider van het gehele Kozakkenleger, zoals de Don, Oeral, of Koeban-Kozakken. Hij had vaak een permanente zetel en stond in direct contact met de tsaar of keizer.
3. Stanitsjny ataman (Станичный атаман): Een lokale ataman die verantwoordelijk was voor een specifieke nederzetting of gemeenschap (stanitsa). Hij werd gekozen door de inwoners van die gemeenschap en had vooral civiele verantwoordelijkheden.
4. Pochodny ataman (Походный атаман): Een ataman die uitsluitend verantwoordelijk was voor militaire campagnes en expedities. Hij voerde tijdens veldtochten het bevel over het leger.

## Politieke invloed
In de tijd van het Russische Rijk werden de atamans steeds vaker gezien als vertegenwoordigers van de tsaar. In 1835 werd de titel "hoofd-ataman" (Главный атаман) ingevoerd, die werd bekleed door een lid van de keizerlijke familie. Hierdoor verloor de ataman-titel zijn democratische en onafhankelijke karakter. Atamans werden meer en meer gebruikt om de invloed van de tsaar te vergroten in de Kozakkengebieden.
Tijdens de Russische Burgeroorlog (1917-1923) speelden atamans een belangrijke rol in de contrarevolutionaire bewegingen tegen de Bolsjewieken. Veel Kozakkenleiders sloten zich aan bij het Witte Leger en vochten voor de herstelling van de monarchie of een onafhankelijk Kozakkenrijk.

## Huidig gebruik
Hoewel de traditionele rol van de ataman grotendeels verdween na de sovjetisering van de Kozakkenregio's, bleef de titel bewaard in moderne Kozakkenorganisaties. Tegenwoordig worden atamans vaak verkozen als ceremoniële leiders van Kozakkenverenigingen en spelen ze een rol bij het in stand houden van de Kozakkentradities en cultuur.

## Belangrijke Atamans
- Bogdan Chmelnitski - een van de meest prominente Oekraïense hetmans, bekend vanwege zijn rol in de opstand tegen het Poolse gezag in de 17e eeuw
- Stepan Razin - een Don-Kozak en rebellenleider die in de 17e eeuw een opstand tegen het Russische rijk leidde.
- Jermak Timofejevitsj: Een legendarische ataman die mede verantwoordelijk was voor de verovering van Siberië voor het Russische rijk in de late 16e eeuw.
- Helmuth von Pannwitz - bevelhebber van het XV SS Kozakken Cavaleriekorps tijdens de Tweede Wereldoorlog.